# Perry (village, New York)
Pour les articles homonymes, voir Perry.
Ne doit pas être confondu avec Perry (ville, New York).
Perry est un village du comté de Wyoming, dans l'État de New York, aux États-Unis,. En 2010, il compte une population de 3 673 habitants.

## Démographie
Lors du recensement de 2010, le village comptait une population de 3 673 habitants, tandis qu'en 2016, elle est estimée à 3 488 habitants.